# Roca Mirana
La Roca Mirana és una muntanya de 968,3 metres que es troba dins del terme municipal de Conca de Dalt, molt a prop del límit amb el terme de Salàs de Pallars, a la comarca del Pallars Jussà. És en terres del poble de Rivert. És al capdavall de la carena del Serrat del Gargallar, a migdia de Rivert, a la dreta del barranc del Balç i a l'esquerra del barranc de Rivert. La cinglera de les Balçs és just al nord-oest de la Roca Mirana. Queda al nord de Tresdós i a ponent de la Creueta de Pla.